# Phyllonorycter pseudojoviella
Phyllonorycter pseudojoviella là một loài bướm đêm thuộc họ Gracillariidae. Nó được tìm thấy ở Tunisia và Algérie.
Ấu trùng ăn Quercus coccifera và Quercus ilex. Chúng ăn lá nơi chúng làm tổ. Tổ nằm ở mặt trên của lá.